# Malik (Name)
Malik ist ein männlicher Vorname und ein Familienname.

## Herkunft und Bedeutung

### Vorname
Der Name Malik existiert in verschiedenen Sprachen:
Der arabische Name مَلِيك Malyik [ma.ˈlik] stellt eine gekürzte Form von عبد المَلِيْك ʿabd ʾālmalyik dar, der sich aus den Elementen عبد ʿabd „Diener“ und المَلِيْك ʾālmalyik „der Besitzer“, „der König“ zusammensetzt. Es handelt sich dabei um einen der Beinamen Allahs. Der Name bedeutet somit „[Diener (Gottes) des] König[s]“.
Der grönländische Name Malik bedeutet „Meer“, „Welle“.
Der bulgarische Name Malik ist eine Koseform von Namen, die das urslawische Element malъ mal „klein“, beinhalten, bspw. Malomir „klein + Frieden“.

### Familienname
Für den Familiennamen Malik existieren verschiedene Herleitungen:
- Patronym zum arabischen Vornamen ملك Malik bzw. مَلِيك Malyik: „König“
- Übername von urslawisch malъ mal „klein“, „jung“ für einen Menschen von geringer Körpergröße oder den Jüngeren von zwei Brüdern
- Patronym zu einem Diminutiv slawischer Namen mit dem Element malъ mal „klein“, wie *Malomír, *Malobratr, Małostryj, und Suffix -ik
- In Einzelfällen: Übername zu Paschtu, Panjabi malik „Titel für Stammesführer oder Dorfvorsteher“, „Adelstitel“

## Verbreitung

### Vorname
Der Name Malik ist überwiegend im arabischen und persischen Raum verbreitet. Auch in der Türkei ist er geläufig.
In den USA wird der Name seit den 1970er Jahren vergeben, kam jedoch nur selten vor. Ab dem Ende der 1980er Jahre nahm seine Popularität zu, bis er 1995 in die Top-200 und ein Jahr später mit Rang 97 auch in die Top-100 der Vornamenscharts aufstieg. Diese Hitliste verließ der Name jedoch bereits im darauffolgenden Jahr wieder. Er verlor weiterhin an Popularität. Bis 2001 hielt er sich unter den 200 beliebtesten Jungennamen des Landes. Seitdem etablierte er sich am Ende der Top-400 der Vornamenscharts. Im Jahr 2023 belegte er Rang 382. Auch in England und Wales ist der Name geläufig, zählt jedoch nicht zu den beliebtesten Vornamen. Mit Rang 271 stieg er im Jahr 2023 erstmals in die Top-300 der Vornamenscharts auf.
In Frankreich hat sich der Name Malik seit den 1950ern in der Top-300 der Vornamenscharts etabliert. Seine bislang höchste Platzierung erreichte er im Jahr 1987, als er in der Hitliste Rang 173 belegte. In Québec zählt der Name seit 2007 zu den 100 beliebtesten Jungennamen.
Malik hat sich in Bosnien und Herzegowina in der Top-100 der Vornamenscharts etabliert. Im Jahr 2023 belegte er Rang 40 der Hitliste.
Auch in Grönland ist der Name verbreitet. In den 1990er und 2000er Jahren war Malik dort der beliebteste Jungenname.
In der Schweiz stieg Malik im Jahr 2018 in die Top-100 der Vornamenscharts auf und erreichte bereits im darauffolgenden Jahr die Top-50. Im Jahr 2023 belegte er Rang 24 der Hitliste.
Malik wird in Deutschland seit der Jahrtausendwende vergeben und gewann seitdem an Popularität. Seit 2020 zählt er zur Top-100 der Vornamenschart. Im Jahr 2024 belegte er Rang 46 der Hitliste. Besonders beliebt ist der Name in Bremen. Eine Auswertung der GfdS aus dem Jahr 2019 sieht ihn auf Rang 3 der türkisch-arabischen Vornamen in Deutschland.

### Familienname
Der Familienname Malik ist hauptsächlich in Polen, Tschechien, der Slowakei, der Ukraine, Deutschland, Indien, Pakistan, dem Sudan und Saudi-Arabien verbreitet. In Deutschland belegte er mit 1204 Namensträgern Rang 2712 der Nachnamencharts.

## Varianten

### Arabischer Name
Männliche Varianten
- Arabisch: مَلِيك Malyik, ملك Malik
  - Alternative Transkriptionen: Maalik, Mālik, Maleek, Malek, Maleik
- Albanisch: Maliq
- Aserbaidschanisch: Məlik
- Afroamerikanisch: Malique
- Malaiisch: Malek
- Türkisch: Melik
- Urdu: ملک Malik
- Westafrika: Malick

Weibliche Varianten
- Arabisch: مَلِيْكَة Malyikah, ملكة Malika
  - Alternative Transkriptionen: Maleeka, Maleika, Malikah
- Tatarisch: Мәликә Mälikä
- Türkisch: Melike

### Grönländischer Name
Eine Variante der grönländischen Namens lautet Malick.

### Bulgarischer Name
Die weibliche Variante des bulgarischen Namens lautet Malika.

## Namensträger

### Vorname
- Malik Agar, sudanesischer Politiker und Anführer von Aufständischen
- Malik Allen (* 1978), US-amerikanischer Basketballspieler
- Malik Ambar (1549–1626), indischer Peshwa (Premierminister)
- Malik Arrendell (* 1973), deutscher Basketballspieler
- Malik Azmani (* 1976), niederländischer Politiker und ehemaliger Rechtsanwalt und Beamter
- Malik Batmaz (* 2000), türkisch-deutscher Fußballspieler
- Malik Beasley (* 1996), US-amerikanischer Basketballspieler
- Malik Bendjelloul (1977–2014), schwedischer Dokumentarfilmer und früherer Kinderschauspieler
- Malik Berthelsen (* 1978), grönländischer Politiker (Siumut)
- Malik Beširević (* 1972), deutscher Handballspieler und -trainer
- Malik Beyleroğlu (* 1970), türkischer Boxer
- Malik Blumenthal (* 1992), deutscher Theater- und Filmschauspieler
- Malik Buari (* 1984), ghanaisch-englischer Fußballspieler
- Malik Cherchari (1974–2013), französischer Boxer
- Malik Couturier (* 1982), französischer Fußballspieler
- Malik El-Tamer (* 1977), deutsch-syrischer Basketballspieler
- Malik Fathi (* 1983), deutscher Fußballspieler und -trainer
- Malik Ghulam Muhammad (1895–1956), pakistanischer Politiker
- Malik Hadziavdic (* 1997), deutscher Futsalspieler
- Malik Harris (* 1997), deutscher Popmusiker und Songwriter
- Malik Dohan al-Hasan (1919–2021), irakischer Politiker
- Malik Hooker (* 1996), US-amerikanischer Footballspieler
- Malik Riaz Hussain (* 1954), pakistanischer Unternehmer
- Malik Høegh (* 1952), grönländischer Musiker
- Malik Jabir (* 1944), ghanaischer Fußballspieler und -trainer
- Malik Jackson (* 1990), US-amerikanischer American-Football-Spieler
- Malik James-King (* 1999), jamaikanischer Leichtathlet
- Malik Joyeux (1980–2005), tahitianischer Surfer
- Malik Kleist (* 1977), grönländischer Filmemacher und Rockmusiker
- Malik Kudic (* 1999), deutscher Basketballspieler
- Malik Kummi, indo-muslimischer Poet
- Malik Ahmad († 1399), Sultan von Khandesh, stammte aus der Faruqi-Dynastie
- Malik az-Zahir, Sultan von Pasai
- Mālik b. Abī s-Samḥ aṭ-Ṭāʾī, medinesischer Sänger und Musiker
- Mālik ibn Anas († 795), Begründer der malikitischen Rechtsschule (Madhhab)
- Malik ibn ar-Raib, arabischer Dichter
- Malik Kafur († 1316), Heerführer des Sultans von Delhi
- Malik Schah I. (1055–1092), Sohn Alp Arslans und Seldschuken-Sultan
- Malik Schah I. (1096–1117), Sultan von Rum
- Malik-Schah II., Sultan der Seldschuken
- Malik Mansurov (* 1961), aserbaidschanischer Tarspieler und Musikpädagoge
- Malik McLemore (* 1997), deutsch-US-amerikanischer Fußballspieler
- Malik Mezzadri (* 1969), französischer Jazz-Flötist
- Malik Migara (* 1989), sri-lankischer Fußballspieler
- Malik Monk (* 1998), US-amerikanischer Basketballspieler
- Malik Montana (* 1989), deutsch-polnischer Rapper und Songwriter
- Malik Moore (* 1976), US-amerikanischer Basketballspieler
- Malik Muadh (* 1981), saudi-arabischer Fußballspieler
- Malik Müller (* 1994), deutscher Basketballspieler
- Malik Nabers (* 2003), US-amerikanischer American-Football-Spieler
- Malik Feroz Khan Noon (1893–1970), pakistanischer Politiker
- Malik Obama (* 1958), kenianischer Unternehmer und Politiker
- Malik Parsons (* 1999), US-amerikanischer Basketballspieler
- Malik Rahim (* 1947), US-amerikanischer Antirassist
- Malik Rose (* 1974), amerikanischer Basketballspieler
- Malik Rumeau (* 1977), französischer Drehbuchautor und Dramaturg
- Malik Sawadogo (* 2003), Schweizer Fußballspieler
- Malik Scott (* 1980), US-amerikanischer Schwergewichtsboxer
- Malik Stanley (* 1997), US-amerikanischer American-Football-Spieler
- Malik Sy (1855–1922), muslimischer Gelehrter und Marabout
- Malik Talabidi (* 2001), deutsch-togoischer Fußballspieler
- Malik Tillman (* 2002), deutsch-US-amerikanischer Fußballspieler
- Malik Willis (* 1999), US-amerikanischer American-Football-Spieler
- Malik Alhassan Yakubu, ghanaischer Politiker
- Malik Yoba (* 1967), US-amerikanischer Schauspieler
- Malik Zidi (* 1975), französischer Schauspieler

Weiterer Vorname
- Neil Malik Abdullah (* 1977), österreichischer Schauspieler
- Nidal Malik Hasan (* 1970), US-amerikanischer Militärpsychiater

### Familienname
- Anas ibn Mālik, Gefährte und Diener des Propheten Mohammed
- As-Samh ibn Mālik al-Chaulānī († 721), arabischer Statthalter von al-Andalus
- Abdul Malik (* 1968), singapurischer Fußballschiedsrichter
- Abdul Motaleb Malik (1905–1977), pakistanischer Diplomat und Politiker
- Adam Malik (1917–1984), indonesischer Politiker und Diplomat
- Ahmed Abdul-Malik (1927–1993), US-amerikanischer Jazzmusiker
- Andrzej Malik (* 1970), polnischer Skispringer
- Anu Malik (* 1960), indischer Filmkomponist
- Art Malik (* 1952), britischer Schauspieler
- Ayesha Malik (* 1966), pakistanische Juristin
- Batyr Malik (1129–1185), König von Kirgisistan
- Charles Malik (1906–1987), libanesischer Politiker, Präsident der 13. UN-Generalversammlung (1958)
- Curtis Malik (* 1999), englischer Squashspieler
- Dietmar Malik (* 1970), deutscher Jurist, Richter am Bundesgerichtshof
- Ewa Malik (* 1961), polnische Politikerin, Mitglied des Sejm
- Fredmund Malik (* 1944), österreichischer Wirtschaftswissenschaftler
- Ghais Abdel Malik (1930–2016), ägyptischer Bischof
- Gulfam Malik (* 1957), deutscher Politiker (SPD), MdHB
- Hanzala Malik, schottischer Politiker
- Iftikhar Malik (* 1990), deutscher Politiker (SPD), MdHB
- Jakow Alexandrowitsch Malik (1906–1980), sowjetischer Diplomat und Politiker
- Jameela Malik (1946–2020), indische Schauspielerin
- Janusz Malik (* 1964), polnischer Skispringer
- Jitendra Malik (* 1960), US-amerikanischer Informatiker
- Julia Malik (* 1976), deutsche Schauspielerin
- Kenan Malik (* 1960), britischer Publizist
- Kolja Malik (* 1990), deutscher Filmregisseur und Drehbuchautor
- Marek Malík (Mediziner), tschechischer Kardiologe
- Marek Malík (Eishockeyspieler) (* 1975),  tschechischer Eishockeyspieler und -trainer
- Marek Malík (* 1975), tschechischer Eishockeyspieler und -trainer
- Moazzam Malik, britischer Wirtschaftswissenschaftler und Diplomat
- Muhammad Asad Malik (1941–2020), pakistanischer Hockeyspieler
- Omar Hayat Malik (1894–1982), pakistanischer Diplomat
- Osama Malik (* 1990), australischer Fußballspieler
- Paul Malik (1890–1976), deutscher Maler und Bühnenbildner
- Polina Malik (* 1998), israelische Volleyballspielerin
- Poppy Malik (* 2003), britische Sprinterin
- Ram Malik (* 1991), indischer Fußballspieler
- Raphe Malik (1948–2006), US-amerikanischer Free-Jazz-Trompeter
- Rehman Malik (1951–2022), pakistanischer Politiker
- Richard Malik (1909–1945), deutscher Fußballspieler
- S. K. Malik (* 1930), pakistanischer Offizier der pakistanischen Armee
- Sakshi Malik (* 1992), indische Ringerin
- Satya Pal Malik (1946–2025), indischer Politiker
- Serge Malik (* 1955), französischer Fusionmusiker (Gitarre, Arrangement) und Musikproduzent
- Tarif ibn Malik, muslimischer Eroberer des Westgotenreichs (711–714)
- Tegwen Malik (* 1975), walisische Squashspielerin
- Timur Malik, Statthalter der Stadt Chudschand im heutigen Tadschikistan während der Herrschaft der Choresm-Schahs in Zentralasien
- Torrie Malik (* 2004), englische Squashspielerin
- Vinzenz Malik (1854–1924), österreichischer Politiker (DnP), Abgeordneter zum Nationalrat
- Witthart Malik, deutscher Cembalist und Komponist
- Wittwulf Y Malik (* 1946), deutscher Musiker, Komponist und Performance-Künstler
- Zbigniew Malik (* 1962), polnischer Skispringer